# ヴォコーダー

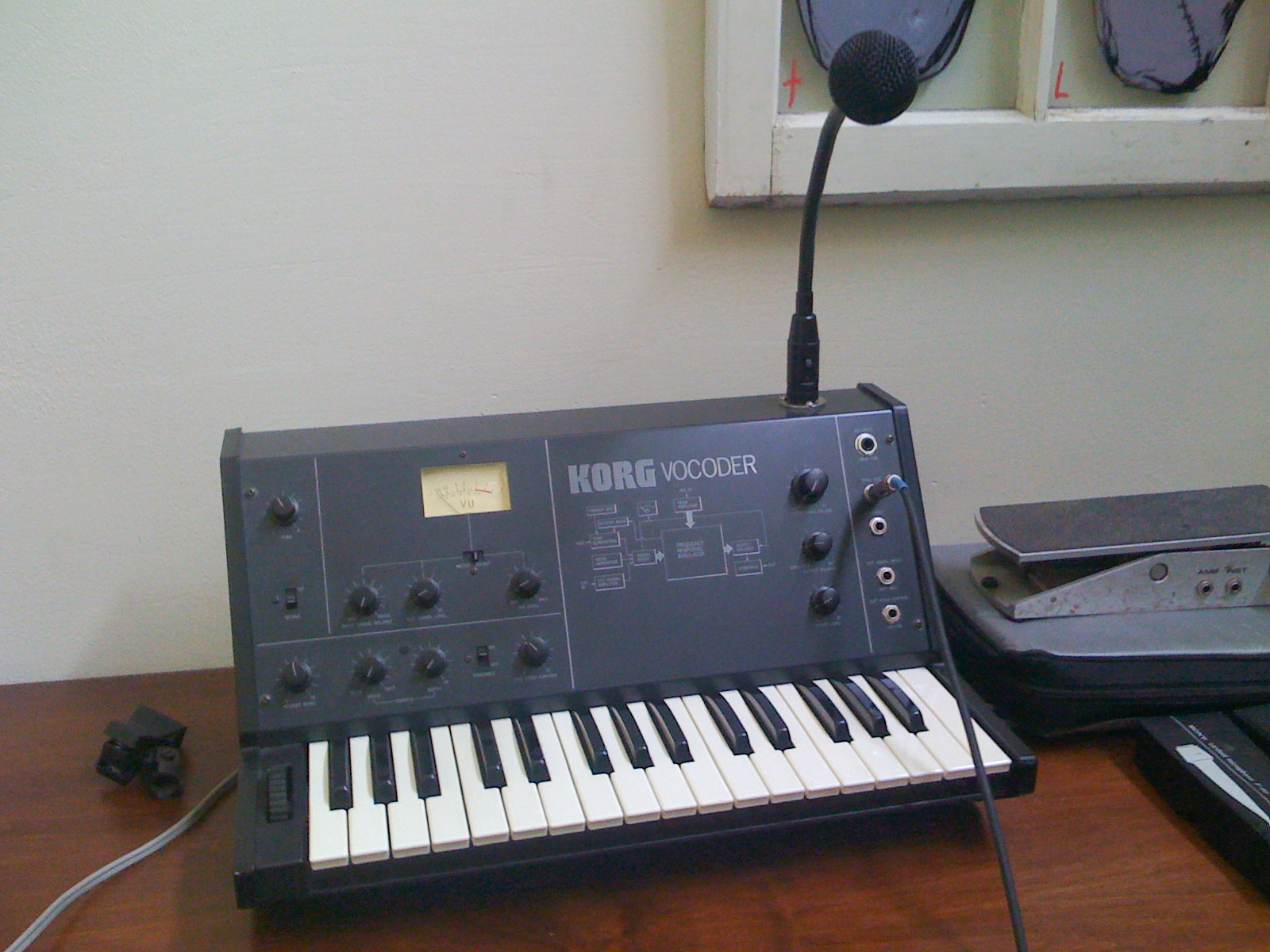
Korg VC-10

音楽におけるヴォコーダー（英: vocoder）は音の分解・要素の操作・再合成をおこなう電子楽器・エフェクター・シンセサイザーの一種である。ボコーダーとも。

## 概要
音声符号化・音声分析合成分野で「音を要素へ分解し再構成するシステム」として発展したボコーダーを「要素を操作して音作りをおこなう機材」として音楽分野へ転用したものが（本稿で解説する）ヴォコーダーである。
ヴォコーダーにはチャネルヴォコーダーとフェーズボコーダがあり、これらは使用分野が異なる。音楽分野における昔ながらの「ヴォコーダー」エフェクトはチャネルヴォコーダーを指し、フェーズボコーダは「タイムストレッチ/ピッチシフト」に用いられる。
本項目では主に古典的なチャネルヴォコーダーについて記述する。
言葉や効果音を楽器音として使うことができる。一般的には、言葉をマイクによって入力し、ストリングスなどの楽器音に置き換えて合成するため、その言葉を聞き取ることができ、「独特な機械的な声」や「楽器音として和音で喋っている声」のように使われることが多かった。
なお、歌などの音程修正や多重コーラスとしての機能は、フェーズボコーダによるピッチシフター・ハーモナイザーの実用化を待たねばならなかったが、ごく稀に（音色が大きく変化することを承知で）チャネルヴォコーダーで代用する場合があった。

## 歴史
人間の声は声帯音源・その有声/無声・声道状態などを反映した要素へ分解できる。それを圧縮して送信すれば効率の良い情報伝達が可能であり、例えば第二次世界大戦中の1943年、チャーチル首相とルーズベルト大統領の秘密会談用の秘話通信システム SIGSALY としてチャネルヴォコーダーが実用された。これを契機に音声符号化・音声分析合成分野では「音を要素へ分解し再構成するシステム」としてボコーダーが研究されていった。
音楽の分野では、通信の分野とは反対に、チャネルヴォコーダー特有の機械的な音質（ロボットボイス）を活かし新しい楽器やエフェクターとして利用するために開発が行われた。それ以前から小型のスピーカをのどに取り付けてヴォコーダーのようなエフェクトを実現する Sonovox があり、1940年代には映画やコマーシャルなどで使用されていた。
ヴォコーダーの利用はそれより遅く1960年代以降で、最初はごく一部の電子音楽スタジオでのみ利用された。ミュンヘンのシーメンス電子音楽スタジオ（Siemens-Studio für Elektronische Musik）はその一つで、軍事用に使われていた通信用ヴォコーダーを音楽用に改造し利用していた。
半導体技術を用いたヴォコーダーの最初の例はロバート・モーグによるもので、1968年にバッファロー大学の電子音楽スタジオ用に作成された。
音楽用ヴォコーダーが一般に使用されるようになったのは、機械が小型化され普通の音楽スタジオやライブで他の機器と一緒に使用できるようになった1970年代後半で、初期のものとしてはEMS Vocoder や Sennheiser VSM201、Bode Model 7702 などが知られている。
国内でも1970年代末にコルグ VC-10 やローランド VP-330 が発売された。

## 詳細・原理
入力はキャリア（ベーシックな音色）とモジュレータ（変調する音色・音声スペクトル）の2系統。
一般的な使い方としては、キャリアにストリングスなどの楽器音を、モジュレータに声を入力する。これによって楽器音を声のスペクトルデータで変調させる。しかし、使用する側としては、声を楽器音として変化させている感覚である。
この時の動作は、声の型を取り、楽器音を押し込んでいるようなものである。
まず、モジュレータ（声）を多数のバンドパスフィルタで分解し倍音構成を得る。この倍音構成（帯域毎の量）こそが言葉(「あ」「い」「う」「え」「お」などの音）の特長といえ、固有の音として聞き分けられる。そのため、この倍音構成は「音の特徴を示すデータ」であるといえる。
一方、キャリアもまた、モジュレータ同様のバンドパスフィルタで分解され、モジュレータで得られた帯域毎の量に整えられる。結果として、キャリアの特長である音階入力に従った音程と音色にモジュレータ（声）の特徴が反映され、楽器音の声となって出力される。
この際、帯域幅を細かく分割、つまりバンド数が多いボコーダーほど言葉が明瞭に聞こえる。
なお、そもそもキャリアが倍音構成に乏しい（究極には純音〔=正弦波〕である）場合には、前述の特性から音の特徴を抽出できないこともある。従って、入力用の音階には多様な倍音を含むもの（三角波・矩形波・ノコギリ波など）を使う場合が多い。また、ホワイトノイズをキャリアとした場合は、ヒソヒソ声に似た声が出力される。
殆どの場合は、キャリアはストリングス系、モジュレータは声であるが、機能としてはこの組み合わせである必要はなく、ストリングスとドラムマシンなどの組み合わせであっても変調は行われる。
ヴォコーダーの使用例としてわかりやすいのは、ロボットボイスである。この独特な音を利用してディスコ音楽でも使用されている事が多い。

## ヴォコーダーを使用した主な楽曲
- ミスター・ブルー・スカイ（エレクトリック・ライト・オーケストラ）
- 悪の教典#9 第3印象（エマーソン・レイク・アンド・パーマー）
- オー! スーパーマン（ローリー・アンダーソン）
- P.Y.T.（マイケル・ジャクソン）
- センド・ワン・ユア・ラブ（スティーヴィー・ワンダー）
- メジャー・マイナス（コールドプレイ）
- ハーツ・ライク・ヘブン（コールドプレイ）
- マーチ（ウェンディ・カーロス〔但し、当時は性転換前だったので｢ウォルター｣名義〕。映画「時計じかけのオレンジ」の為に、ベートーヴェン作曲の「第九」終楽章を再構成したもの）
- ロボット（クラフトワーク）
- コンピューター・エイジ（ニール・ヤング）[8]
- ロック・アラウンド・ザ・クロック （テレックスによるカバー）
- アジアの純真（PUFFY） Roland VP-330を使用
- 笑顔で愛してる（國府田マリ子）西脇辰弥が演奏
- FREAKY PLANET（m.o.v.e）
- BUGGIE TECHINICA（POLYSICS）
- BEHIND THE MASK（Yellow Magic Orchestra）
- Technopolis（Yellow Magic Orchestra）発売前のRoland VP-330を使用
- アート・ブラインド（P-MODEL）
- サムライマニア（ORANGE RANGE）
- Gossip Pop（石野卓球）
- flight to Shang-Hai（石野卓球）
- 地蔵（電気グルーヴ）
- Fake it!（電気グルーヴ）
- Tonight (KREVA)
- デンジマンにまかせろ!（『電子戦隊デンジマン』エンディングテーマ、成田賢）作曲の渡辺宙明の声を加工している。
- Regikostar～レジ子スターの刺激～(KAN)
- Summer（Banvox）
- I LOVE NEW YORK  (カシオペア) Roland VP-330を使用。
- メインストリート・エレクトリカルパレード（ディズニー）[3]

なお、シェールの『ビリーヴ』やダフト・パンクの『ワンモアタイム』、Perfumeの『ポリリズム』のようなロボットボイスは、オートチューンやフェーズボコーダなどによる音程補正を極端に加えることで得られる効果である。古典的なチャネルヴォコーダーとフェーズボコーダはどちらも「ヴォコーダー」であるが、これらを使ってロボットボイスを生む仕組みはだいぶ異なる。

## 類似のエフェクター
サウンド的に似ているものには、トーキング・モジュレーターがある。これは楽器音をスピーカーで鳴らし、ホースによって人間の口腔内に導き、響きが変わる音をマイクで拾うものである。同時に喋ったりすることにより、口腔形状が変わり、音の響きが変化するが、その音はあたかも楽器が喋っているようにも聞こえる。方法・原理はヴォコーダーとは違うが、もたらされる倍音変化という点では非常によく似ている。

## ヴォコーダーの例

### アナログヴォコーダー
アナログ方式のヴォコーダーの例を以下に示す。初期のヴォコーダーは全てアナログ方式である。
- Analog-Lab X-32
- Bode Model 7702
- Boss VO-1 Vocoder
- BV12
- Doepfer Modular Vocoder subsystem A-129
- Electro-Harmonix Vocoder
- Elektronika (Электроника) EM 26
- EMS Vocoder 1000
- EMS Vocoder 2000
- EMS Vocoder 3000
- EMS Vocoder 5000
- FAT PCP-330 Procoder
- Korg VC-10
- Korg DVP-1 (Curtis Chip Filters)
- Kraftwerk Custom Model
- Krok (Крок) 2401Vocoder (Вокодер)
- MAM Vocoder VF11
- Moog Modular Vocoder
- Moog Vocoder [Bode]
- Next! VX-11 Vocoder
- PAiA 6710 Vocoder
- Roland SVC-350
- Roland VP-330　前期型と後期型がある
- Sennheiser VSM 201
- Synton Syntovox 202
- Synton Syntovox 216
- Synton Syntovox 221
- Synton Syntovox 222

### ハードウェア DSP ヴォコーダー
DSPなどを用いたデジタル方式のヴォコーダーは、シンセサイザーやエフェクターの一部になっているものも多い。後者はL側（ギタリスト向け製品ではギター入力）にキャリア、R側（又はマイク入力）にモジュレータをそれぞれ入力するものが一般的である。
- Access Virus C Series / Virus TI Series [32-band]
- Akai Professional Mini AK Virtual Analog Synth [40-band]
- Alesis Akira
- Alesis Ion [40-band]
- Alesis Metavox
- Alesis Micron [40-band]
- Behringer 2024 DSP Virtualizer Pro / Virtualizer 3D FX2000
- Boss SE-50 / 70　1Uハーフラックサイズ。SE-70はScott Hendersonも愛用。
- Boss VF-1
- Clavia Nord Modular
- Clavia Nord Modular G2
- DigiTech Talker
- Digitech S100/S200
- Digitech StudioQuad 4
- Electrix Warp Factory
- Electro Harmonix IRON LUNG Vocoder
- Electro Harmonix V256 Vocoder
- Electro Harmonix Voice Box Vocoder and Harmonizer
- Ensoniq FIZMO
- Korg Triton Studio
- Korg KAOSSILATOR PRO
- Korg KAOSS PAD KP2
- Korg microKORG
- Korg microKORG XL
- Korg MS2000 [16-band]
- Korg MS2000B
- Korg RADIAS
- Korg RADIAS-R
- Korg R3
- Korg WaveStation A/D
- Novation A-station Analog Modeling Synthesizer Vocoder
- Novation K-Station  KS4 / KS5 / KS Rack [12-band]
- Novation Nova [40-band]
- Quasimidi Sirius
- Red Sound Vocoda
- Red Sound Darkstar
- Roland Juno-Stage [10-band]
- Roland SP-808 [10-band]
- Roland JP-8080 [12-band]
- Roland VT-4
- Roland VP-550
- Roland VP-770
- Roland VP-7
- Sony Digital Dynamic Filter Plus DPS-F7 [16-band]
- Symbolic Sound Kyma/Pacarana
- TC Helicon VoiceTone Synth HardTune & Vocoder Pedal
- Waldorf Q
- Zoom Studio 1201 / 1204
- Zoom RFX-1000 / 1100 / 2000 / 2200

### ソフトウェアヴォコーダー
- Arboretum Systems Ionizer
- Arturia Vocoder
- Crysonic CryCoder
- Cylonix
- Eiosis ELS Vocoder
- Fruity Vocoder
- Opcode Fusion Vocode
- Native Instruments Vokator
- Propellerheads Reason BV-512 [4 to 512-band]
- Prosoniq OrangeVocoder
- RoVox
- Sirlab
- VirSyn MATRIX Vocoder
- Vocoder SV-5
- Vocodex
- Waldorf Lector [3 to 100-band]
- Zerius